# Wereldkampioenschap voetbal 1962 (kwalificatie CCCF/NAFC)
In totaal schreven 8 landen van de NAFC en CCCF zich in om mee te doen aan de kwalificatie van het Wereldkampioenschap voetbal 1962. Canada trok zich echter terug voordat er een wedstrijd gespeeld was. De landen werden verdeeld in 3 groepen, de winnaars van deze groepen zouden zich plaatsen voor de finaleronde. De winnaar van de finaleronde gaat naar de intercontinentale play-off en speelt daar tegen Paraguay (van de CONMEBOL). Het Mexico was opnieuw de sterkste en kwalificeerde zich het hoofdtoernooi. Het kwalificatietoernooi duurde van 21 augustus 1960 tot en met 5 november 1961.

## Gekwalificeerd land
| FIFA-lid | Confederatie | Kwalificatie             | Aantal dln. (inclusief 1962) | Dln. op rij | Eerste dln. | Laatste dln. | Titels (exclusief 1962) | Beste prestatie |
| -------- | ------------ | ------------------------ | ---------------------------- | ----------- | ----------- | ------------ | ----------------------- | --------------- |
| Mexico   | CONCACAF     | play-off (CONMEBOL–NAFC) | 5e                           | 4           | 1930        | 1958         | 0                       | Groepsfase      |

## Groepen en wedstrijden
Legenda

### Groep 1
| Pos | Land             | Wed            | Win            | Gel            | Ver            | DV             | DT             | +/−            | Pnt            |
| --- | ---------------- | -------------- | -------------- | -------------- | -------------- | -------------- | -------------- | -------------- | -------------- |
| 1   | Mexico           | 2              | 1              | 1              | 0              | 6              | 3              | +3             | 3              |
| 2   | Verenigde Staten | 2              | 0              | 1              | 1              | 3              | 6              | −3             | 1              |
| —   | Canada           | teruggetrokken | teruggetrokken | teruggetrokken | teruggetrokken | teruggetrokken | teruggetrokken | teruggetrokken | teruggetrokken |

|                 |                                          |       |                           |                                                           |
| 6 november 1960 | Verenigde Staten                         | 3 – 3 | Mexico                    | Los Angeles, Verenigde Staten Scheidsrechter: Kulai (CAN) |
| 6 november 1960 | Bicek 31' (pen.) Fister 58' Zerhusen 84' |       | 8' Mercado 17', 21' Reyes | Los Angeles, Verenigde Staten Scheidsrechter: Kulai (CAN) |

|                  |                               |       |                  |                                                   |
| 13 november 1960 | Mexico                        | 3 – 0 | Verenigde Staten | Mexico-Stad, Mexico Scheidsrechter: Sanchez (HON) |
| 13 november 1960 | Mercado 5' Reyes 35' Díaz 38' |       |                  | Mexico-Stad, Mexico Scheidsrechter: Sanchez (HON) |

### Groep 2
| Pos | Land       | Wed | Win | Gel | Ver | DV | DT | +/− | Pnt |
| --- | ---------- | --- | --- | --- | --- | -- | -- | --- | --- |
| 1=  | Costa Rica | 4   | 2   | 1   | 1   | 13 | 8  | +5  | 5   |
| 1=  | Honduras   | 4   | 2   | 1   | 1   | 5  | 7  | −2  | 5   |
| 3   | Guatemala  | 4   | 0   | 2   | 2   | 7  | 10 | −3  | 2   |

|                  |                          |       |                         |                                                     |
| 21 augustus 1960 | Costa Rica               | 3 – 2 | Guatemala               | San Jose, Costa Rica Scheidsrechter: Sundheim (COL) |
| 21 augustus 1960 | Rojas 28' Ulloa 52', 58' |       | 1' Espinoza 35' Masella | San Jose, Costa Rica Scheidsrechter: Sundheim (COL) |

|                  |                                  |       |                                 |                                                          |
| 28 augustus 1960 | Guatemala                        | 4 – 4 | Costa Rica                      | Guatemala-Stad, Guatemala Scheidsrechter: Sundheim (COL) |
| 28 augustus 1960 | López 13', 49', 79' Espinoza 63' |       | 18', 57' Jiménez 35', 81' Ulloa | Guatemala-Stad, Guatemala Scheidsrechter: Sundheim (COL) |

|                  |                     |       |               |                                                      |
| 4 september 1960 | Honduras            | 2 – 1 | Costa Rica    | Tegucigalpa, Honduras Scheidsrechter: Sundheim (COL) |
| 4 september 1960 | Suazo 10' Leaky 21' |       | 46' Rodríguez | Tegucigalpa, Honduras Scheidsrechter: Sundheim (COL) |

|                   |                                                      |       |          |                                                     |
| 11 september 1960 | Costa Rica                                           | 5 – 0 | Honduras | San Jose, Costa Rica Scheidsrechter: Sundheim (COL) |
| 11 september 1960 | Jiménez 31', 34' Ulloa 42' Rodríguez 69' Pearson 85' |       |          | San Jose, Costa Rica Scheidsrechter: Sundheim (COL) |

|                   |           |       |           |                                                    |
| 25 september 1960 | Honduras  | 1 – 1 | Guatemala | Tegucigalpa, Honduras Scheidsrechter: Mendez (SLV) |
| 25 september 1960 | Suazo 59' |       | 28' López | Tegucigalpa, Honduras Scheidsrechter: Mendez (SLV) |

|                |                  |             |          |                           |
| 2 oktober 1960 | Guatemala opgave | 0 – 2 (w/o) | Honduras | Guatemala-Stad, Guatemala |
| 2 oktober 1960 |                  |             |          | Guatemala-Stad, Guatemala |

Omdat Costa Rica en Honduras gelijk eindigden werd er een extra play-off gespeeld op neutraal terrein om te bepalen welk van deze teams zich zou kwalificeren voor de finaleronde.
|                 |               |       |          |                                                               |
| 14 januari 1961 | Costa Rica    | 1 – 0 | Honduras | Guatemala-Stad, Guatemala Scheidsrechter: Buergo Elcuaz (MEX) |
| 14 januari 1961 | Rodríguez 29' |       |          | Guatemala-Stad, Guatemala Scheidsrechter: Buergo Elcuaz (MEX) |

### Groep 3
| Pos | Land                 | Wed | Win | Gel | Ver | DV | DT | +/− | Pnt |
| --- | -------------------- | --- | --- | --- | --- | -- | -- | --- | --- |
| 1   | Nederlandse Antillen | 2   | 1   | 1   | 0   | 2  | 1  | +1  | 3   |
| 2   | Suriname             | 2   | 0   | 1   | 1   | 1  | 2  | −1  | 1   |

|                |               |       |                      |                                                   |
| 2 oktober 1960 | Suriname      | 1 – 2 | Nederlandse Antillen | Paramaribo, Suriname Scheidsrechter: Orrego (COL) |
| 2 oktober 1960 | Foe a Man 45' |       | Dirksz 21', 45'      | Paramaribo, Suriname Scheidsrechter: Orrego (COL) |

|                  |                      |       |          |                                                                 |
| 27 november 1960 | Nederlandse Antillen | 0 – 0 | Suriname | Willemstad, Nederlandse Antillen Scheidsrechter: Yamasaki (PER) |
| 27 november 1960 |                      |       |          | Willemstad, Nederlandse Antillen Scheidsrechter: Yamasaki (PER) |

### Finaleronde
| Pos | Land                 | Wed | Win | Gel | Ver | DV | DT | +/− | Pnt |
| --- | -------------------- | --- | --- | --- | --- | -- | -- | --- | --- |
| 1   | Mexico               | 4   | 2   | 1   | 1   | 11 | 2  | +9  | 5   |
| 2   | Costa Rica           | 4   | 2   | 0   | 2   | 8  | 6  | +2  | 4   |
| 3   | Nederlandse Antillen | 4   | 1   | 1   | 2   | 2  | 13 | −11 | 3   |

|               |            |       |        |                                                    |
| 22 maart 1961 | Costa Rica | 1 – 0 | Mexico | San Jose, Costa Rica Scheidsrechter: Queiroz (BRA) |
| 22 maart 1961 | Goban 51'  |       |        | San Jose, Costa Rica Scheidsrechter: Queiroz (BRA) |

|               |                                                              |       |                      |                                                         |
| 29 maart 1961 | Costa Rica                                                   | 6 – 0 | Nederlandse Antillen | San Jose, Costa Rica Scheidsrechter: Tejada Burga (PER) |
| 29 maart 1961 | Ulloa 12' Quesada 28', 89' Rojas 33' Rodríguez 42' Monge 50' |       |                      | San Jose, Costa Rica Scheidsrechter: Tejada Burga (PER) |

|              |                                                       |       |                      |                                                  |
| 5 april 1961 | Mexico                                                | 7 – 0 | Nederlandse Antillen | Mexico-Stad, Mexico Scheidsrechter: Morgan (CAN) |
| 5 april 1961 | Flores 28', 52', 64' Reyes 45', 75' González 65', 80' |       |                      | Mexico-Stad, Mexico Scheidsrechter: Morgan (CAN) |

|               |                                                   |       |            |                                                    |
| 12 april 1961 | Mexico                                            | 4 – 1 | Costa Rica | Mexico-Stad, Mexico Scheidsrechter: Sundheim (COL) |
| 12 april 1961 | Flores 11' Cárdenas 31' Gutiérrez 77' Mercado 87' |       | 54' Grant  | Mexico-Stad, Mexico Scheidsrechter: Sundheim (COL) |

|               |                      |       |            |                                                                      |
| 23 april 1961 | Nederlandse Antillen | 2 – 0 | Costa Rica | Willemstad, Nederlandse Antillen Scheidsrechter: Trapote López (VEN) |
| 23 april 1961 | Loran 30', 34'       |       |            | Willemstad, Nederlandse Antillen Scheidsrechter: Trapote López (VEN) |

|             |                      |       |        |                                                                  |
| 21 mei 1961 | Nederlandse Antillen | 0 – 0 | Mexico | Willemstad, Nederlandse Antillen Scheidsrechter: Goldstein (USA) |
| 21 mei 1961 |                      |       |        | Willemstad, Nederlandse Antillen Scheidsrechter: Goldstein (USA) |

## Intercontinentale play-off

### Conmebol – CCCF/NAFC
Mexico was zoals vaker het sterkste land van Midden-Amerika na overwinningen op de Verenigde Staten en Costa Rica. Men moest ook nog een play-offwedstrijd spelen tegen Paraguay, het land dat opvallend goed presteerde op het WK in 1958. Eén doelpunt besliste de strijd in het voordeel van Mexico, wat daarmee voorkwam dat het wereldkampioenschap alleen maar uit Europese en Zuid-Amerikaanse ploegen zou bestaan.
|                 |           |       |          | |
| 29 oktober 1961 | Mexico    | 1 – 0 | Paraguay | Estadio Olímpico Universitario, Mexico-Stad Toeschouwers: 80.000 Scheidsrechter: Walter van Rosberg (AHO) |
| 29 oktober 1961 | Reyes 20' |       |          | Estadio Olímpico Universitario, Mexico-Stad Toeschouwers: 80.000 Scheidsrechter: Walter van Rosberg (AHO) |

|                 |          |                  |        | |
| 5 november 1961 | Paraguay | 0 – 0 (0–1 agg.) | Mexico | Estadio de Puerto Sajonia, Asunción Toeschouwers: 15.000 Scheidsrechter: Pablo Victor Vaga Albergatti (URU) |
| 5 november 1961 |          |                  |        | Estadio de Puerto Sajonia, Asunción Toeschouwers: 15.000 Scheidsrechter: Pablo Victor Vaga Albergatti (URU) |

Mexico wint met 1–0 over twee wedstrijden en kwalificeert zich voor het hoofdtoernooi.